# Institut Max-Planck de radioastronomie
L'institut Max-Planck de radioastronomie (Max-Planck-Institut für Radioastronomie) est un des 80 instituts de recherche la société Max-Planck. Il est situé à Bonn dans le Land de Rhénanie-du-Nord-Westphalie en Allemagne. Il fut fondé en 1966.

## Activité
Cette organisation scientifique est le principal centre de la recherche en radioastronomie d'Allemagne.
Elle étudie principalement les sujets suivants :
- Milieu interstellaire
- Champs magnétiques
- Pulsars
- Stades de vie des étoiles
- Galaxies à noyau actif

## Projets collaboratifs
L'institut participe à de nombreux projets internationaux :
- Observatoire stratosphérique pour l'astronomie infrarouge (SOFIA),
- Atacama Pathfinder EXperiment (APEX)
- Atacama Large Millimeter Array (ALMA)[citation nécessaire],
- Le satellite d'observation submillimétrique Herschel
- La conception de la nouvelle génération de radiotélescope : Square Kilometre Array (SKA)
- Very Large Telescope Interferometer (VLTI)
- Large Binocular Telescope (LBT)
- Event Horizon Telescope (EHT)
- Global Millimeter-VLBI Array[1] (GMVA)

## Galerie

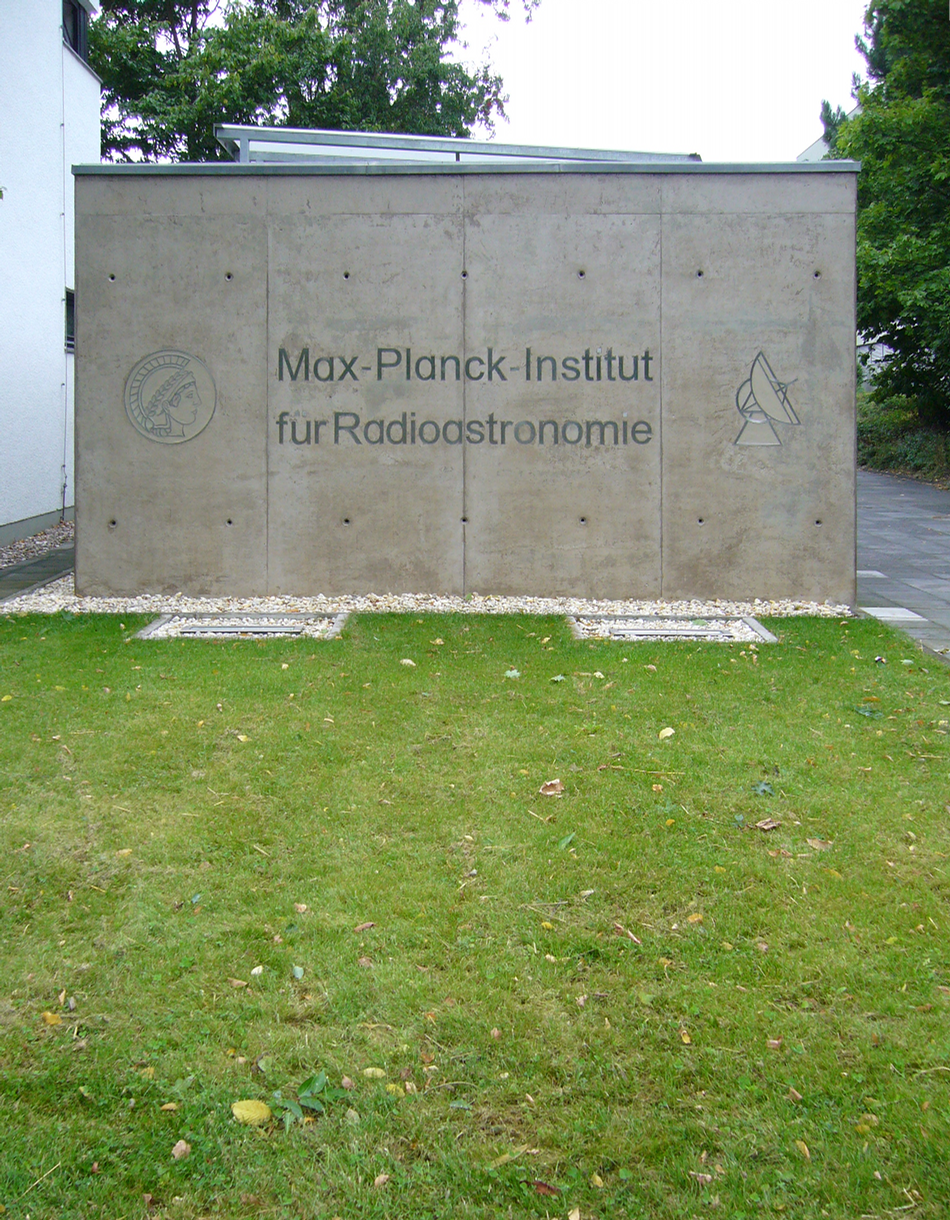
L'entrée du MPIFR, depuis la rue
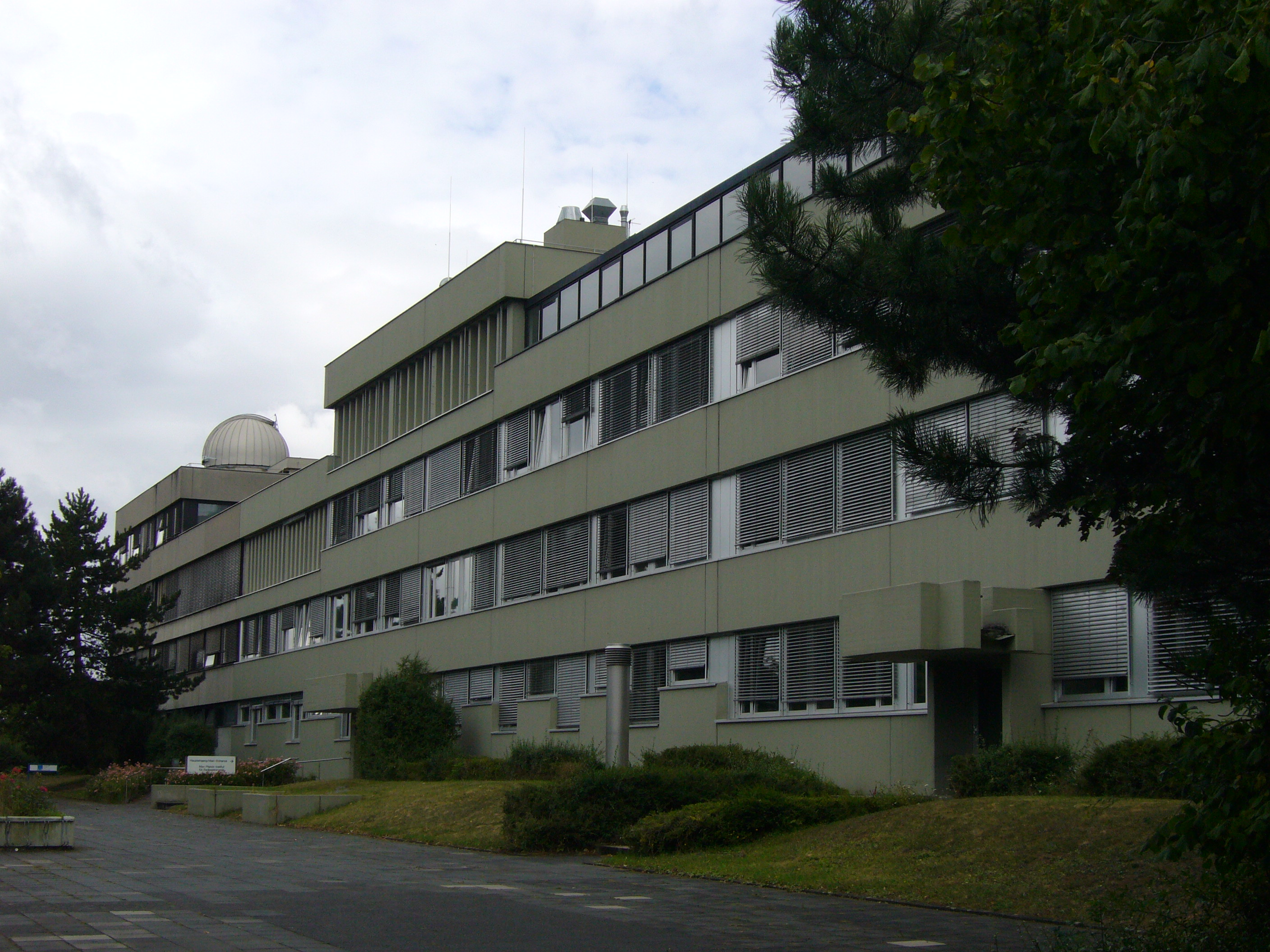
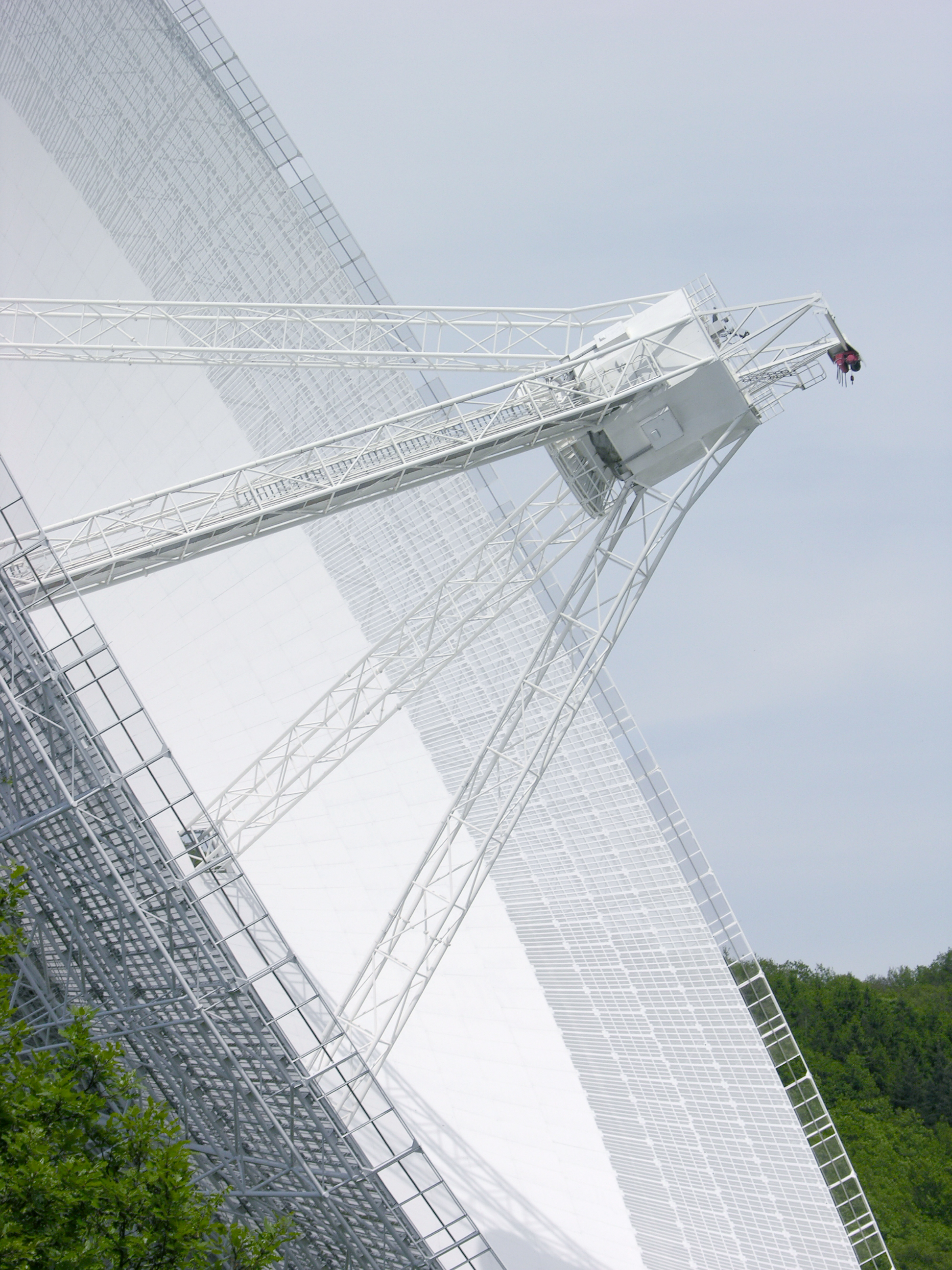
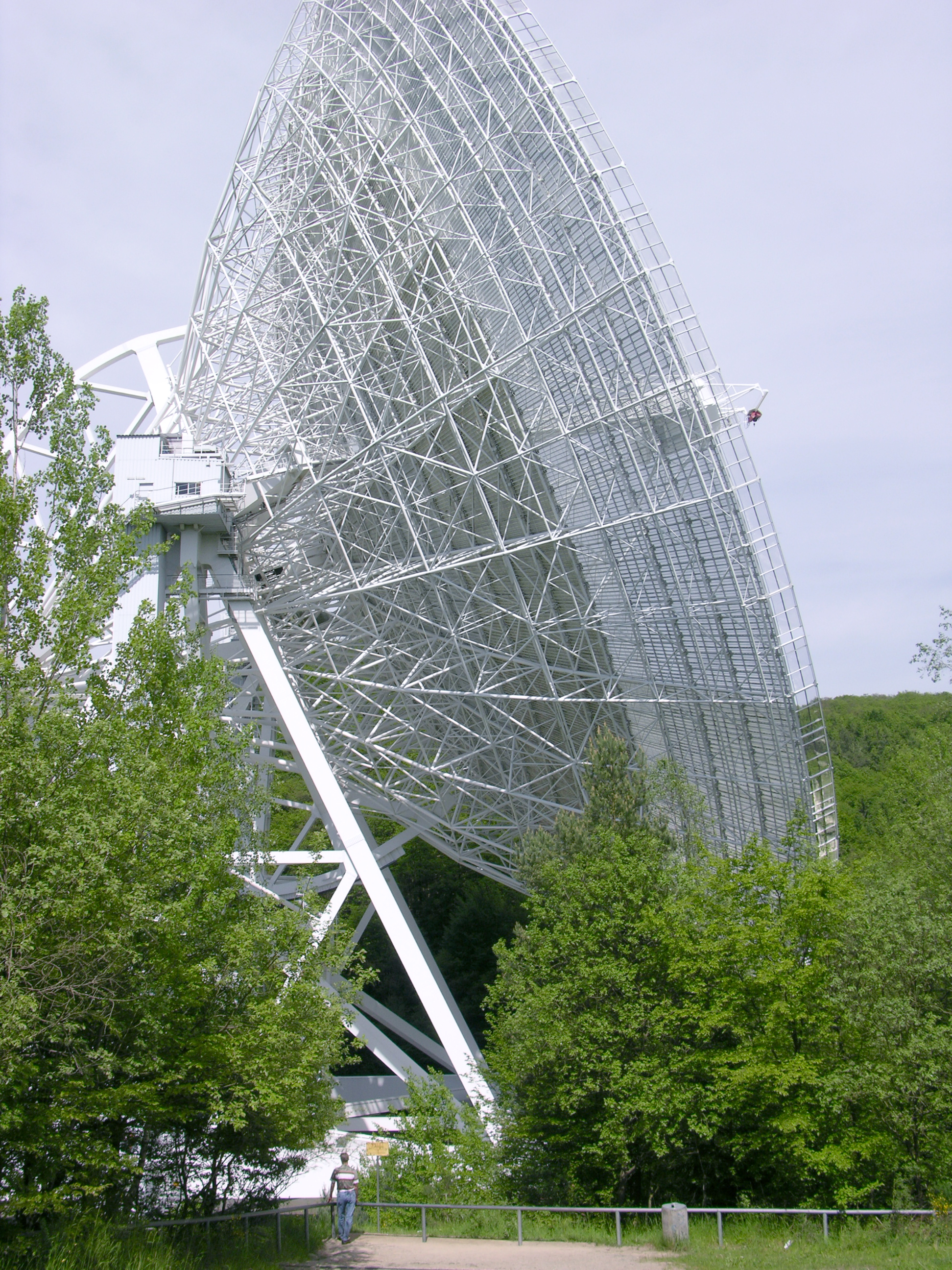
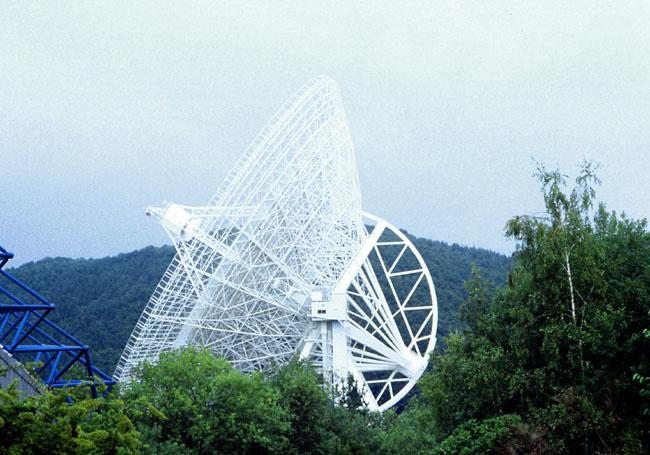
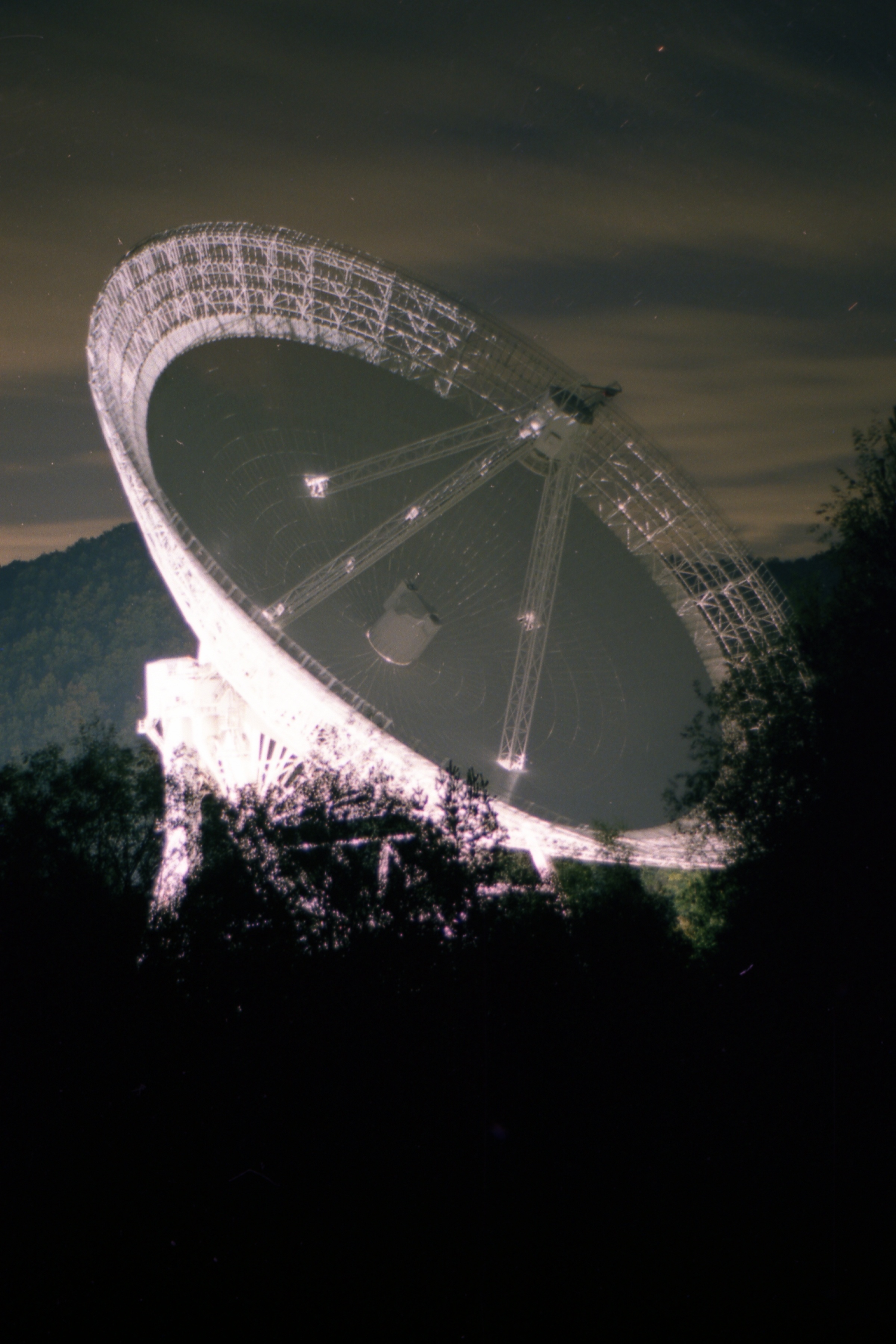
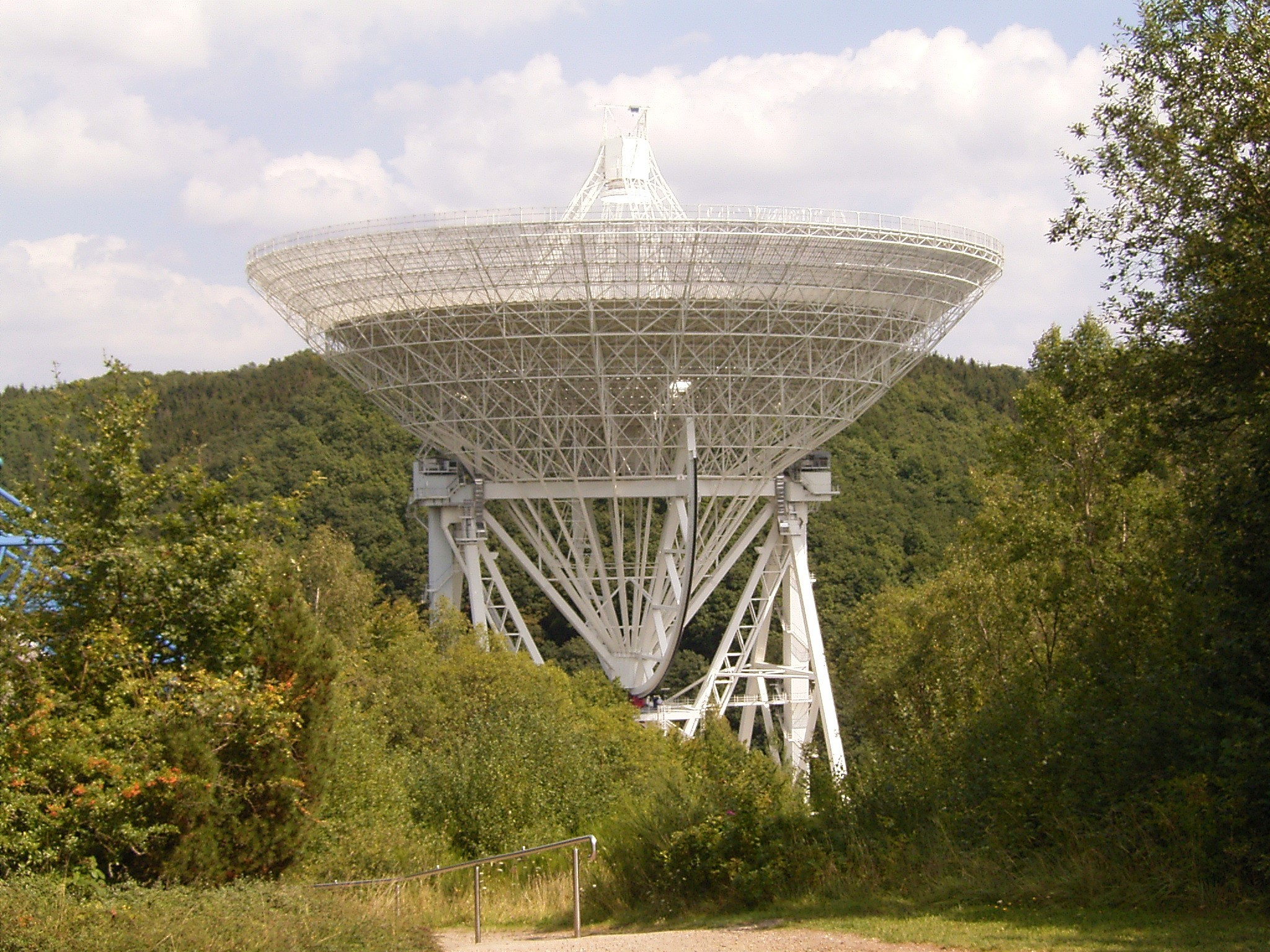
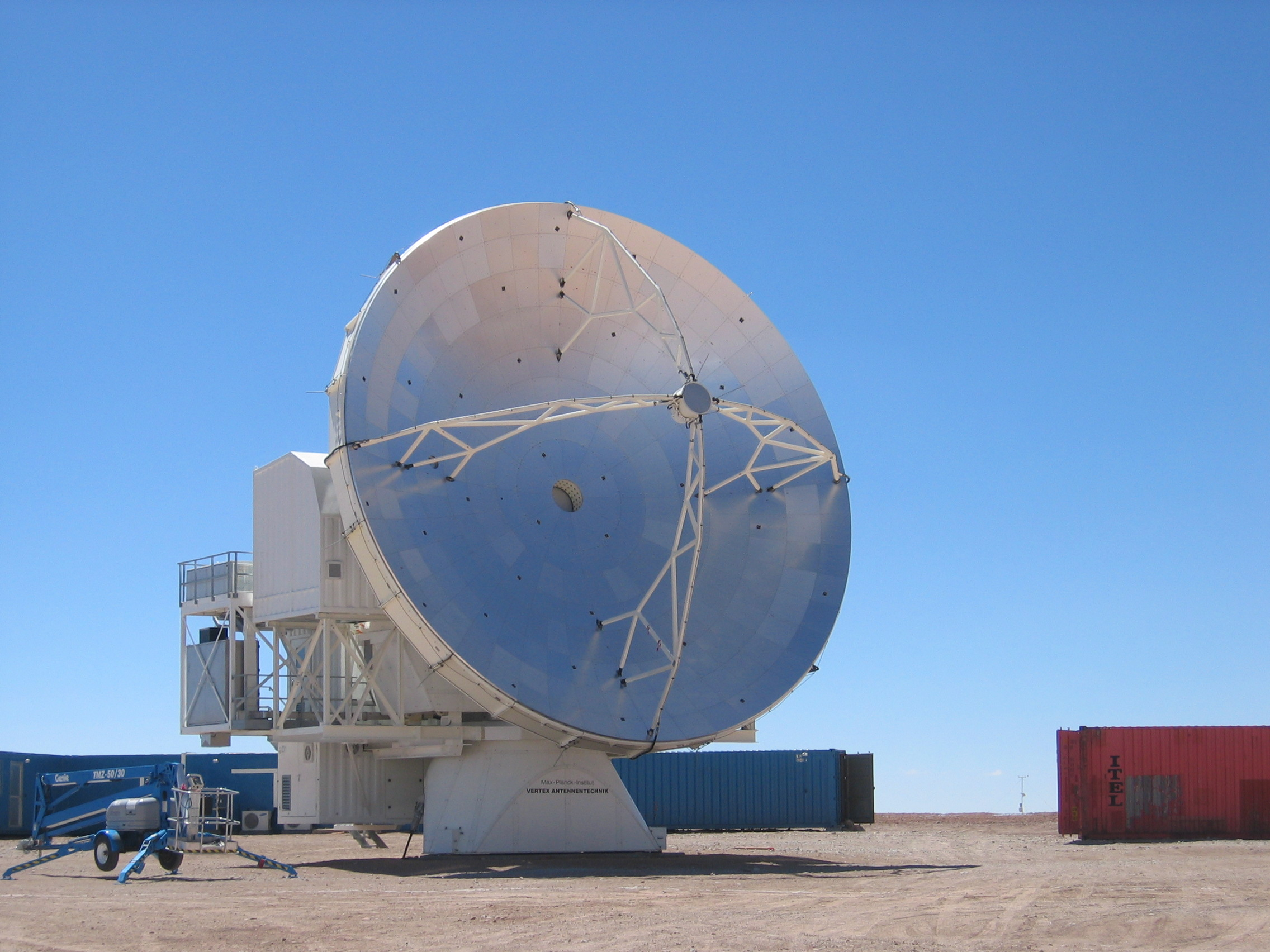